# Antivirussoftware
Antivirussoftware eller antimalwaresoftware er software, der forebygger at vira og malware inficerer it-systemer, som eksempelvis computere og mobiltelefoner, samt til at rense it-systemer, hvis de alligevel inficeres.
De fleste antivirusprogrammer har en "realtime" beskyttelse mod vira, og en scanner som bruges til at afsløre og fjerne vira som er kommet ind i computeren. Da vira ofte kommer ind via e-mails, så har antivirusprogrammet som regel også en mailscanner. Desværre bliver virus udviklet hele tiden og da antivirusprogrammer altid er reaktive – virus skal opdages, før der kan udvikles en kur imod den – er der altid et tidsrum, hvor computere kan inficeres, inden antivirusproducenterne har opdaget og identificeret viruskoden og udviklet et fix.
Visse computerplatforme virker til at være mere udsatte for virus end andre. Således er Microsofts Windows-styresystem oftere ramt af virus end eksempelvis Apples Mac OS X-styresystem, hvilket til dels kan begrundes med platformens store udbredelse.[kilde mangler]

## De mest almindelige egenskaber i antivirusprogrammer
- Spamfilter
- Anti-phishing
- Firewall
- Beskyttelse mod spyware
- Beskyttelse mod malware
- Realtime protection

## Antivirus-udbydere
Der findes flere hundrede antivirusprogrammer på verdensplan og i forskellige kvaliteter. Der findes både gratis programmer og dem der koster penge. Forskellen på gratisprogrammer og dem der koster penge er oftest, at der ikke tilbydes nogen form for support til gratisprogrammerne. Derudover har de også begrænsede funktioner i forhold til de programmer man betaler for. Antivirusbeskyttelse købt med licens er mere omfangsrigt og opdateres oftere, og brugeren kan få hjælp og support af en af programudbyderens servicemedarbejdere.
Der bliver i gennemsnit lavet omkring 100 nye vira hver uge rundt omkring i verden. Nogle af de mest kendte antivirus-firmaer har flere hundrede folk som står klar til at opdatere deres programmer mod de nye vira, der hele tiden ser dagens lys.

## Anbefalinger
Det skal bemærkes, at licens udløbne anti-virus programmer anbefales at blive afinstalleret (I Windows fra "Tilføj/fjern programmer"), da det ellers er observeret, at f.eks. det trådløse net holder op med fungere eller maskinen blot virker langsom.
Man bør kun have én on-demand aktiveret anti-virus program, da PCen ellers med stor sandsynlig virker langsom.
Mange computere sælges med et pre-installeret antivirusprogram, men som almindeligvis kommer i en begrænset version. Brugeren skal oftest selv forny denne version eller installere et lignende antivirusprogram for at holde sig fri af vira.
Microsoft har desuden et sikkerhedscenter hvor Microsoft anbefaler forskellige antivirusprogrammer.